# Sever Iatrosofista
Sever (en llatí Severus, en grec antic Σεβῆρος o Σευῆρος) era un escriptor grec de l'època romana d'Orient de temes mèdics, anomenat també Sever Iatrosofista.
Va ser l'autor d'un tractat escrit en grec titulat Περὶ Ἐνετήρων ήτοι Κλυστήρων, De Clysteribus (sobre les xeringues), que no conté res de particular. L'obra va ser publicada per primer cop el 1836 al regne de Prússia. Se suposa que Sever va viure cap al segle vi o el segle vii, pel vocabulari que utilitza.